# Перуански треворез
Перуанският треворез (Phytotoma raimondii) е вид птица от семейство Cotingidae. Видът е застрашен от изчезване.

## Разпространение
Видът е разпространен в Перу.